# KCC글라스
주식회사 KCC글라스(영어: KCC Glass)는 대한민국의 유리 및 인테리어 기업이다.

## 역사 및 현황
2020년 1월 2일에 주식회사 KCC로부터 인적분할되어 설립되었다.